# Statut Ormian lwowskich
Statut Ormian lwowskich (1519) – zabytek średniowiecznego prawa emigrantów ormiańskich, żyjących we Lwowie, Łucku, Śniatyniu, Stanisławowie, Tarnopolu i innych należących do Rzeczypospolitej miastach dzisiejszej Ukrainy. Został przyjęty na sejmie walnym w Piotrkowie 5 marca 1519 r. i zatwierdzony przez króla Zygmunta I. Była to próba uregulowania sytuacji gmin ormiańskich, które dzięki dekretom Kazimierza III Wielkiego z 1344 r. і 1356 r. korzystały we Lwowie z samorządu i odrębności w sądownictwie. Sądy ormiańskie posługiwały się tradycyjnym prawem ormiańskim skodyfikowanym przez Mechitara Gosza, tzw. Datastanagirk, co prowadziło niekiedy do konfliktów na tle narodowościowym i zatargów pomiędzy miastem Lwowem a gminą ormiańską. Statut ormiański oparty był także na Datastanagirku, ale uwzględniał przepisy ogólnego prawa polskiego. W 1604 r. uzupełniono go o spisany we Lwowie Porządek sądów i spraw prawa ormiańskiego, regulujący przebieg postępowania sądowego.
Odrębność i uprzywilejowane stanowisko Ormian na ziemiach polskich zostały zniesione w 1784 r.